# Shepherdia rotundifolia
Шефердія круглолиста (Shepherdia rotundifolia) — це вічнозелений кущ який виростає від 1 до 2 метрів з родини олеонових (Elaeagnaceae), який росте лише на плато Колорадо південний захід США. Загальна назва походить від західних поселенців, які використовували варені ягоди в соусі для їжі вареного м'яса буйвола.

## Опис
Shepherdia rotundifolia — має листя овальної або яйцеподібної форми, які можуть змінюватися до форми списа. Вони є 6 аж 40 мм довгі, сріблясто-зелені зверху, волохаті і бліді знизу. Квітки жовтуваті, розпускаються з травня по червень. Вони утворюються поодиноко або групою з пазух листків. Плоди еліптичні, із зірчастими волосками.
Шефердія круглолиста росте в змішаних пустельних чагарниках, ялівцево-соснових лісах на висоті до 2400 м висоти.

## Галерея

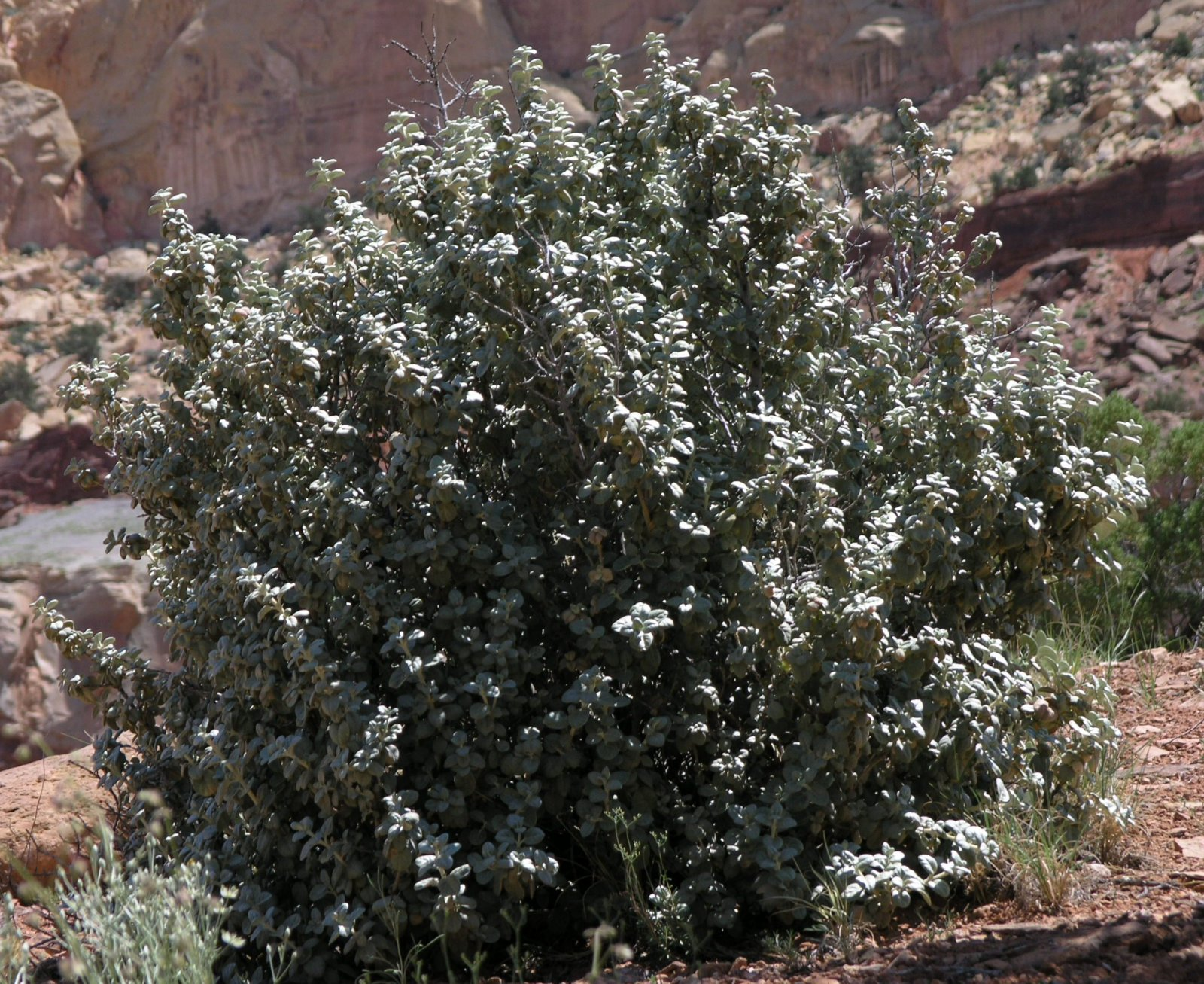
Кущ
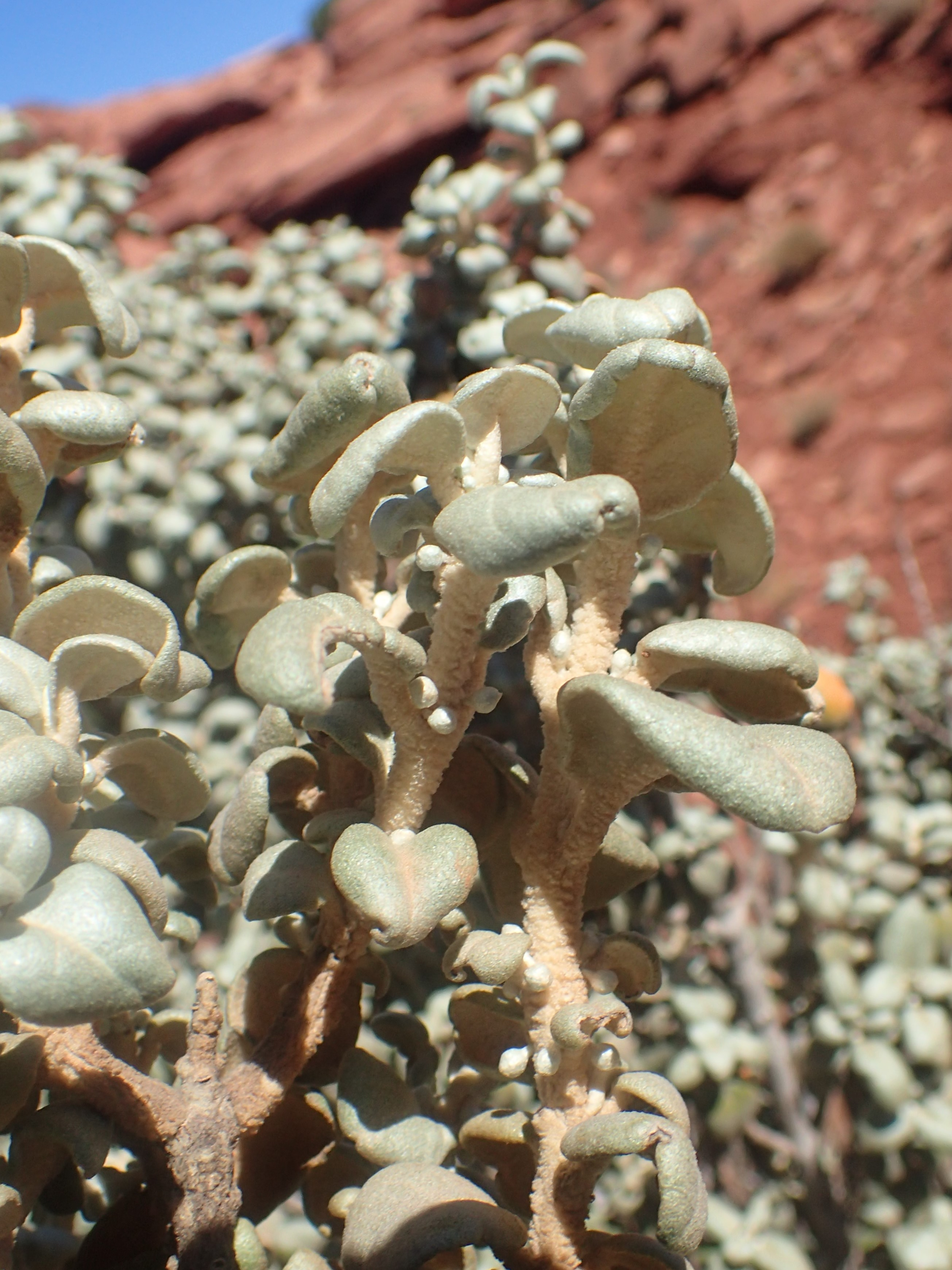
Листя
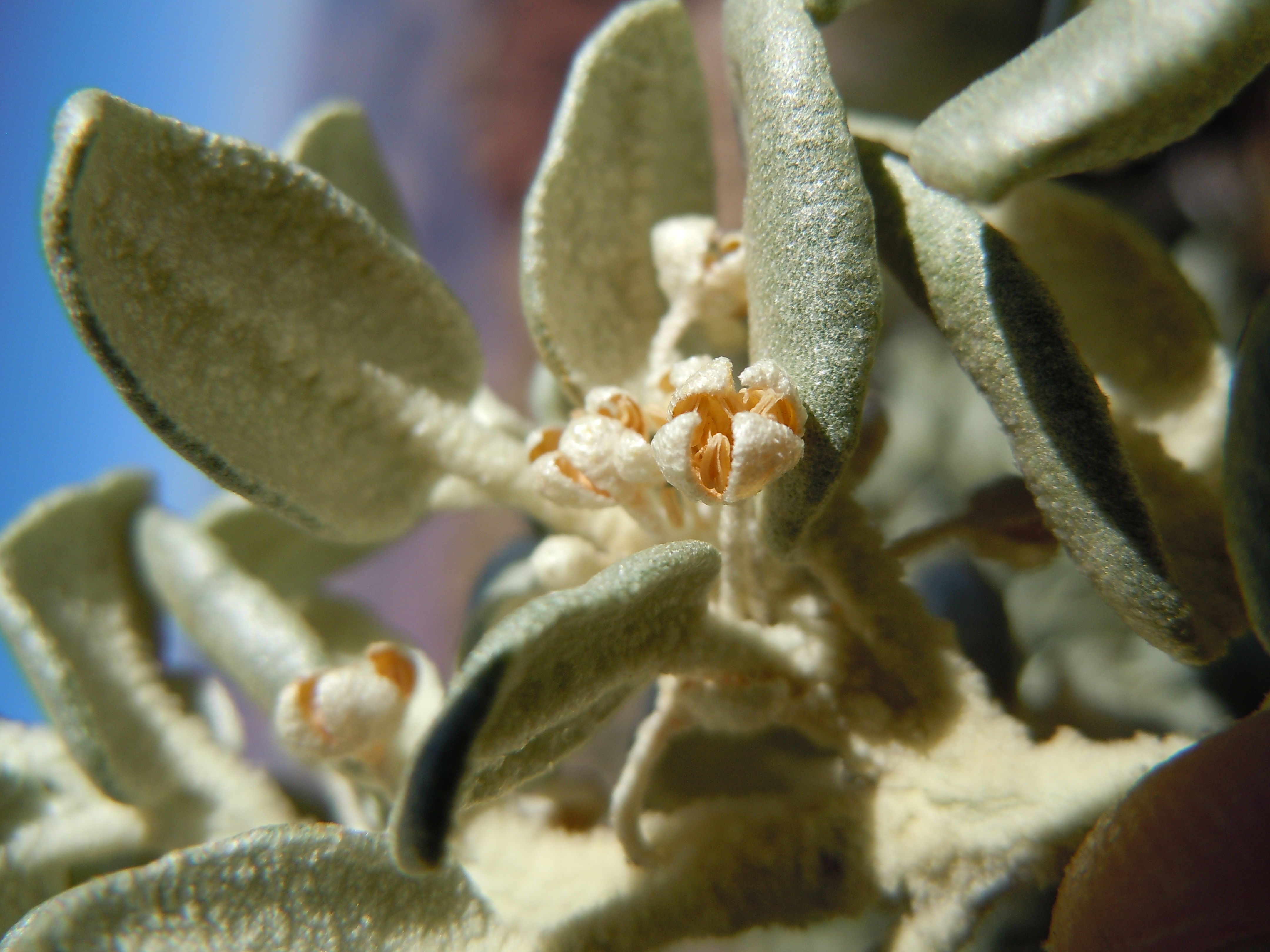
Квіти
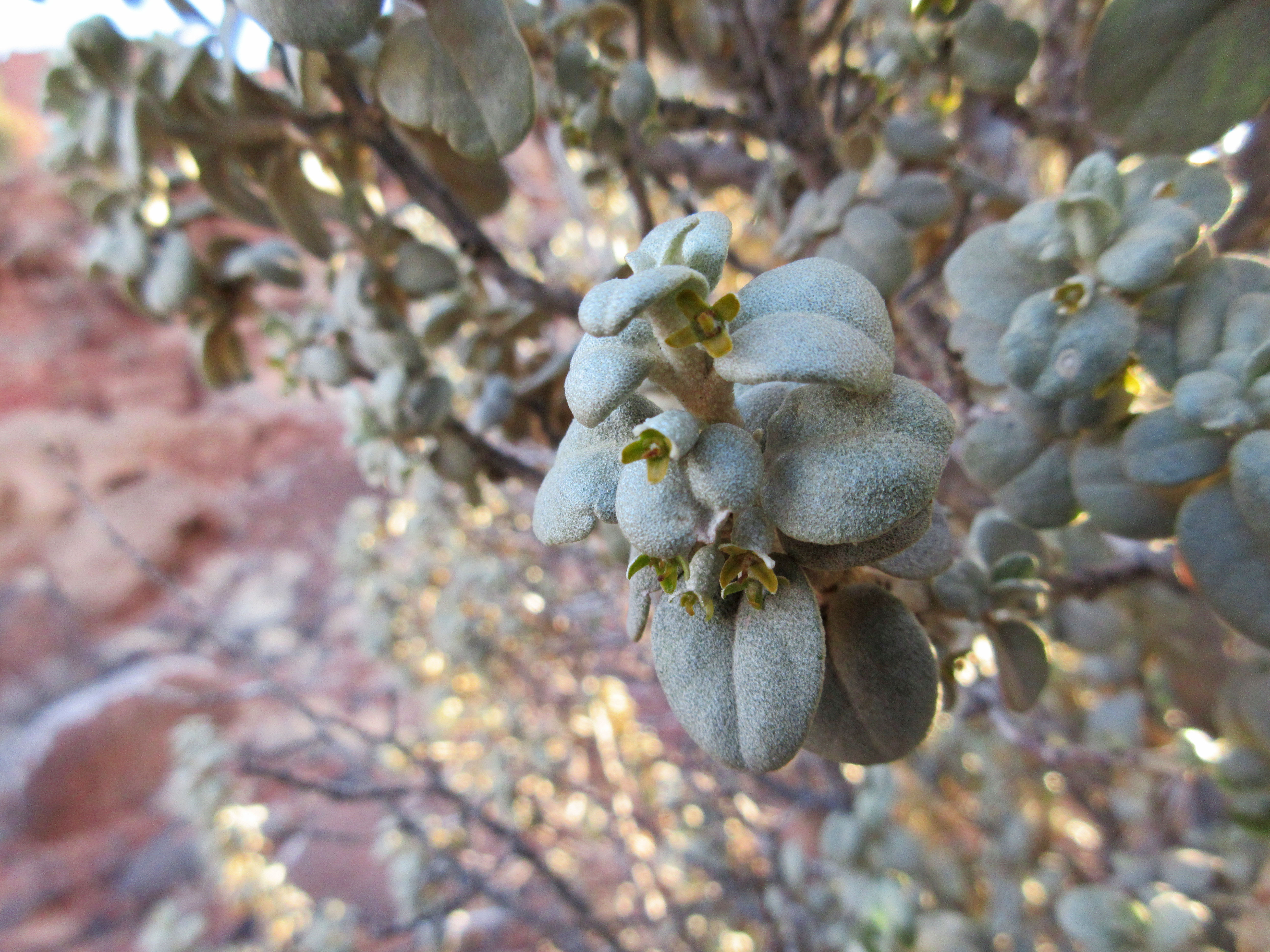
Незрілі плоди
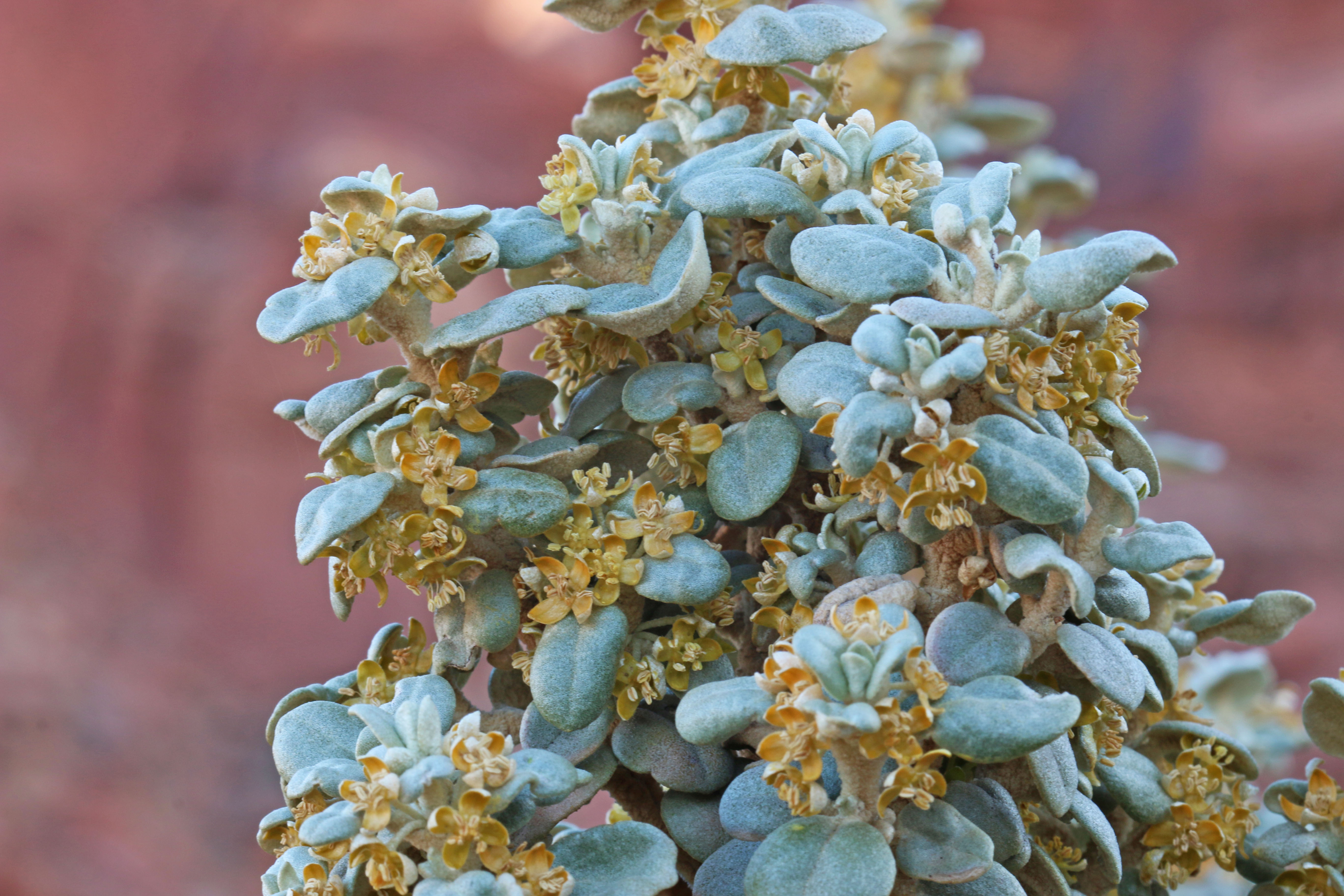